# Hendrik Pieter Nicolaas Muller

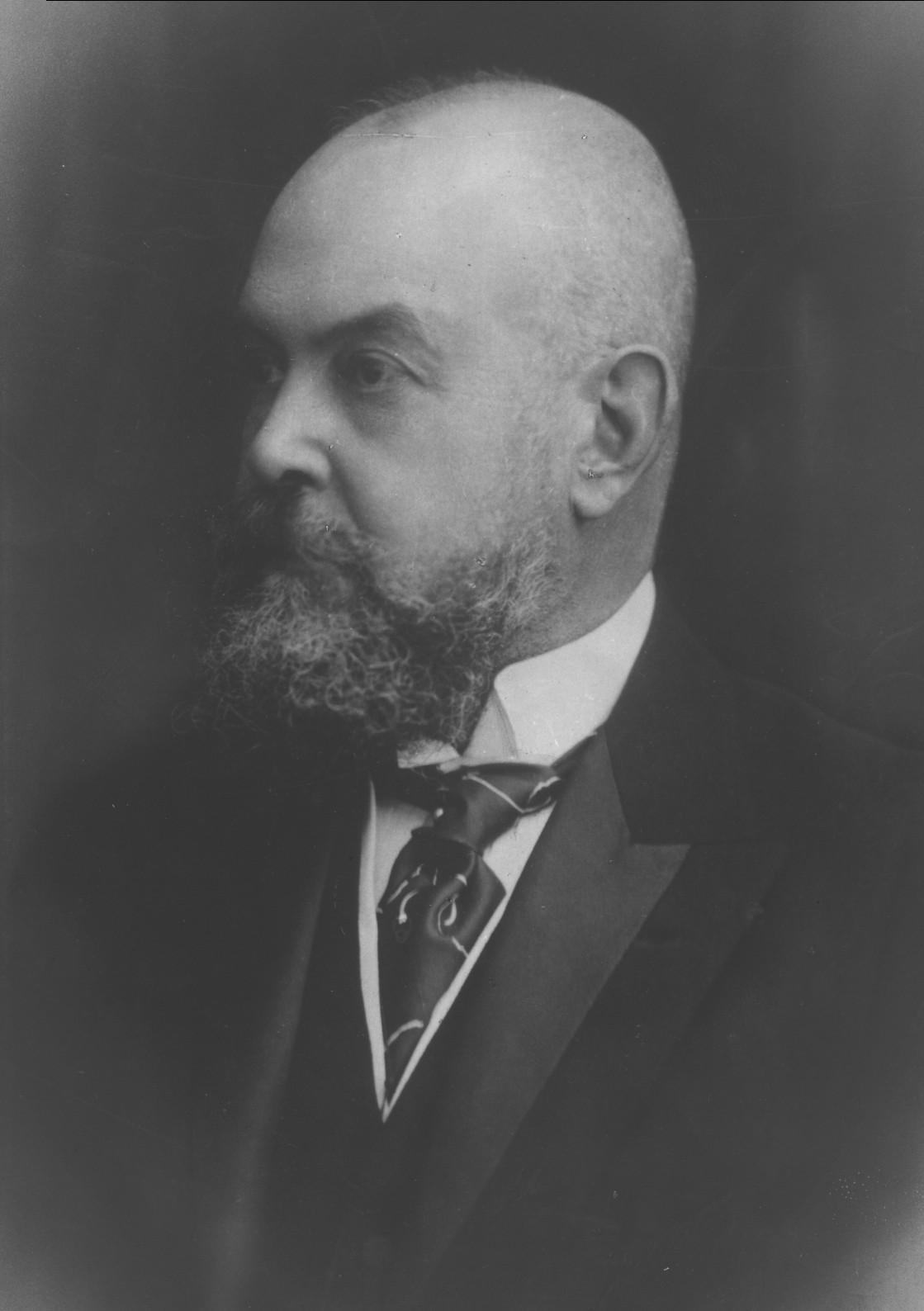
H.P.N. Muller

Hendrik Pieter Nicolaas Muller (Rotterdam, 2 april 1859 - Den Haag, 11 augustus 1941) was een koopman, wereldreiziger, etnograaf, publicist, diplomaat en filantroop.
Hij was een telg uit een Rotterdams geslacht van kooplieden en politici. Zijn vader, Eerste Kamerlid Hendrik Muller Szn., dreef handel met Afrika en Nederlands-Indië. 

## Koopman
Op 22-jarige leeftijd werd hij door zijn vader aangesteld bij de Handels-Compagnie Mozambique. Om deze kwijnende firma weer op gang te helpen bezocht hij in 1882 Mozambique en Zanzibar, gevolgd door een reis door Zuid-Afrika. Als gevolg van deze reis werd de compagnie gereorganiseerd tot de Oost-Afrikaansche Compagnie. Muller werd mede-directeur van deze firma.
Ziekte en conflicten met zijn familie (zowel van zakelijke als persoonlijke aard) zorgden er echter voor dat Muller in 1891 zich uit de firma, en uit de handel in het algemeen, terugtrok.

## Etnograaf
Nadat hij zich uit de zaken had teruggetrokken ging Muller, nu hij daar de tijd voor had en financieel onafhankelijk was, etnografie en geografie studeren in Duitsland. Na colleges gevolgd te hebben in Heidelberg en Leipzig promoveerde hij in 1894 aan de universiteit van Giessen op het proefschrift "Land und Leute zwischen Zambezi und Limpopo".
Voordien had hij al verschillende lezingen gehouden en artikelen gepubliceerd naar aanleiding van zijn Afrikaanse reis.

## Diplomaat
Van 1889 tot 1913 was Muller consul-generaal in Nederland voor de Afrikaanse republiek Liberia. In 1896 werd hij ook consul-generaal van Oranje Vrijstaat. Hij probeerde in die functie zo goed mogelijk de belangen van de Vrijstaat te behartigen en hield zich onder meer bezig met de zich aanmeldende vrijwilligers voor de Boerenoorlog en het zenden van ambulances. Dit maakte hem tot een bekende Nederlander. Op diplomatiek niveau boekte hij niet veel resultaat, onder andere door zijn moeizame verhouding met de consul-generaal voor Transvaal, Willem Johannes Leyds. In 1919 werd Muller door de Nederlandse regering benoemd tot gezant in Boekarest en in 1923 in Praag.

## Overlijden en nalatenschap

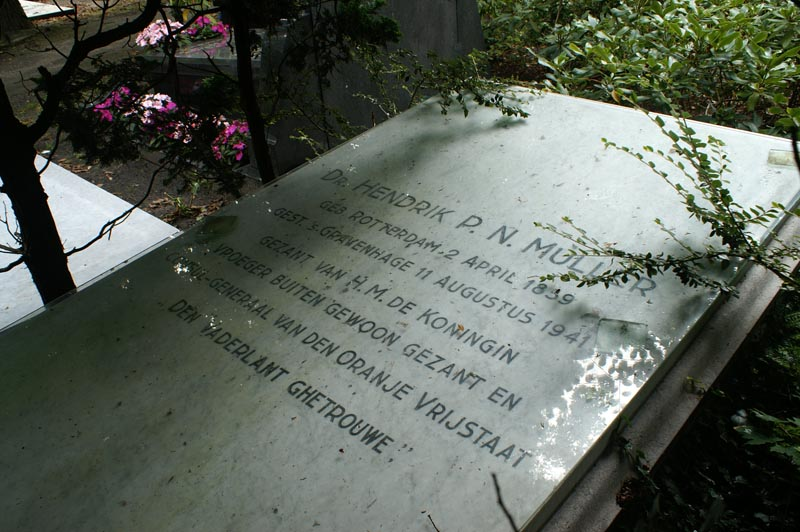
Graf van Muller op Oud Eik en Duinen

Muller overleed ongehuwd in 1941. Zijn nalatenschap werd ingebracht in de Stichting Hendrik Muller's Vaderlandsch Fonds. Dit fonds keert sinds 1945 studiebeurzen uit en ondersteunt diverse culturele doeleinden.

## Hendrik Mullerprijs
De Dr. Hendrik Muller Prijs voor de Gedrags- en Maatschappijwetenschappen is genoemd naar H.P.N. Muller. Het is een prijs die door de KNAW om het jaar wordt toegekend aan een onderzoeker die een belangrijke bijdrage heeft geleverd op het gebied van de sociale wetenschappen.

## Onderscheidingen
- Grootkruis in de Orde van Oranje-Nassau.
- Ridder in de Orde van de Nederlandse Leeuw.
- Grootkruis in de Orde van de Ster van Roemenië.

## Biografie
- Dik van der Meulen, Dr. Hendrik Muller: wereldreiziger voor het vaderland (1859-1941), Querido, 2020, ISBN 9789021419305